# Rixi
Rixi (kinesiska: 日溪) är en socken i sydöstra Kina. Den ligger i stadsdistriktet Jin'an i provinshuvudstaden Fuzhou i provinsen Fujian, omkring 31 kilometer norr om centrala Fuzhou. Antalet invånare är 3 912. Befolkningen består av 1 797 kvinnor och 2 115 män. Barn under 15 år utgör 12,0 %, vuxna 15-64 år 73 %, och äldre över 65 år 13,0 %.